# Coleophora haloxylonella
Coleophora haloxylonella é uma espécie de mariposa do gênero Coleophora pertencente à família Coleophoridae.